# Woyzeck
Pour les articles homonymes, voir Woyzeck (homonymie).
Woyzeck est une pièce de théâtre fragmentaire de Georg Büchner écrite en 1836. Elle est restée inachevée après la mort de Büchner (en 1837).

## Historique
L'histoire est inspirée de l'affaire de Johann Christian Woyzeck (1780-1824) à Leipzig, ancien soldat, fabricant de perruques et coiffeur sans emploi accusé d'avoir poignardé sa maîtresse, la veuve du chirurgien Woost, le 21 juin 1821,,.
Le frère de Büchner, Ludwig, recueille ses écrits et les fait publier avec une introduction et une biographie en 1850 chez Sauerländer à Francfort. Bertolt Brecht fait connaître la pièce au XXe siècle, comme les surréalistes ont fait connaître le marquis de Sade. Woyzeck est aujourd'hui considéré comme un classique de la littérature allemande. L'œuvre n'a cependant, jamais eu de fin et l'ordre que l'on connait actuellement est un ordre qui a été défini avec ce qui semblait être le plus logique. Les écrits retrouvés n'avaient pas encore de titre, et Woyzeck n'était qu'un titre provisoire.

Photo prise par Fred Erismann en 1937 lors de la production de Woyzeck au Stadttheater Bern dans une mise en scène de Fritz Jessner.

## Argument
Le texte étant fragmentaire, chaque metteur en scène a écrit sa propre adaptation. Ainsi, ce résumé peut être contredit par d'autres lectures des fragments. C'est donc ici un résumé factuel et simpliste qui ne s'attache pas à l'aspect profondément poétique de la pièce.
Woyzeck, un jeune soldat, vit difficilement. Pour satisfaire aux besoins de sa bien-aimée, Marie, et leur fils, il sert de cobaye au médecin contre un peu d'argent et de subalterne au capitaine de la garnison. Ces mauvais traitements le font de plus en plus tomber dans la folie. Lorsqu'il soupçonne Marie de fréquenter le tambour-major, il perd la raison et, par jalousie, tue Marie.

## Influences
Le texte est rempli de références à la Bible, à Faust de Goethe, à Hamlet de William Shakespeare et aux autres œuvres de Büchner (Lenz, La Mort de Danton). Le conte raconté par la grand-mère est une réécriture sous une forme ramassée et pessimiste du conte des frères Grimm Les Talents d'étoiles (Die Sterntaler (de)).

## Personnages
- Franz Woyzeck, soldat
- Marie
- Andres, soldat
- Le capitaine
- Le médecin
- Le tambour-major
- Un idiot
- Margret
- L'enfant de Marie
- Soldats, domestiques, enfants...

## Réception et postérité
« Le Woyzeck de Büchner [...], cette œuvre prodigieuse, écrite il y a plus de quatre-vingt ans (G. Büchner était le frère, mort prématurément du célèbre Ludwig Büchner), n'a pour action que le destin d'un simple soldat (vers 1848) qui poignarde sa bien-aimée infidèle ; mais sa puissante évocation montre comment la grandeur de l'être entoure même une existence aussi infime que celle d'un conscrit, Woyzeck, pour laquelle le simple uniforme de fantassin semble encore trop large et trop voyant ; comment Woyzeck ne peut empêcher qu'aux abords de son âme ensommeillée, tantôt là, tantôt ici, derrière et devant elle, des horizons s'ouvrent pour se perdre dans le violent, le monstrueux et l'infini ; spectacle sans pareil que celui de cet homme maltraité, vêtu de son bourgeron, au centre de l'univers, malgré lui, dans le rapport infini des astres. Voilà du théâtre, voilà ce que pourrait être le théâtre. »

— Rainer Maria Rilke, Correspondance, lettre à Marie de la Tour et Taxis, 9 juillet 1915
Heiner Müller a consacré un texte à la pièce, La Blessure Woyzeck.

### Mises en scène notables
- 1994 : Josef Nadj
- 1999 : Stéphane Braunschweig
- 2001 : Bob Wilson à l’Odéon-Théâtre de l'Europe
- 2004 : Thomas Ostermeier au Festival d'Avignon
- 2010 : Brigitte Haentjens, Théâtre du Centre National des arts à Ottawa
- 2013 : François Parmentier, Le Quai (Angers)
- 2013 : Jean-Pierre Baro, CDN Orléans/Centre Val de Loire
- 2024 : Pauline D'Ollone et Mons Arts de la Scène

### Postérité deWoyzeck
- Alban Berg pour l'opéra Wozzeck en 1925
- Kurt Meisel pour le film Wozzeck en 1947
- Werner Herzog pour le film Woyzeck en 1979
- János Szász pour le film Woyzeck en 1994
- Tom Waits pour l'album Blood Money en 2000
- Nuran David Calis pour le film Woyzeck en 2012

## Éditions
- Woyzeck, fragments complets, L'Arche, coll. « Scène ouverte », Paris, 1993
- La Mort de Danton, Léonce et Léna, Woyzeck, Lenz, GF Flammarion, Paris, 1997
- Woyzeck, édition bilingue, Gallimard, coll. « Folio théâtre », 2011
- Woyzeck, traduction nouvelle et postface de Jérôme Thélot, éditions du geste[6], 2019